# Durkó Sándor László
Durkó Sándor László (Békés, 1957. –) magyar újságíró, PR szakember.

## Életpályája
Műszaki, teológiai, és PR területen tanult Pécsett és Budapesten, majd újságoknál és rádióban szerzett több évtizedes újságírói és műsorvezetői tapasztalatot. Nonprofit szervezetek, egyházak PR tevékenységét segíti. A Magyar PR Szövetség Felügyelőbizottságának az elnöke volt több cikluson keresztül . Munkássága elismeréseként az MPRSZ örökös tagjává választotta. Saját kommunikációs ügynökségét ügyvezetőként irányítja.

## Díjai, elismerései
A köztársasági elnök a Magyar Köztársasági Ezüst Érdemkeresztet adományozta munkásságáért 2007-ben.